# Hohulo (Ort, Fatubessi)
Hohulo ist eine osttimoresische Siedlung im Suco Fatubessi (Verwaltungsamt Maubisse, Gemeinde Ainaro).

## Geographie und Einrichtungen
Das Dorf befindet sich im Süden der Aldeia Hohulo, am Nordhang eins Berges auf einer Meereshöhe von 1500 m. Eine Straße verläuft auf dem Bergkamm, von der eine Seitenstraße zum Ortskern abzweigt. Nach Norden und Osten liegen verstreut weitere Häuser und Hütten.
In Hohulo befindet sich der Sitz des Sucos und eine Kapelle, zwischen Dorf und Straße der Veteranenfriedhof und südlich der Straße eine Grundschule.

Uma lulik und Versammlungspavillion
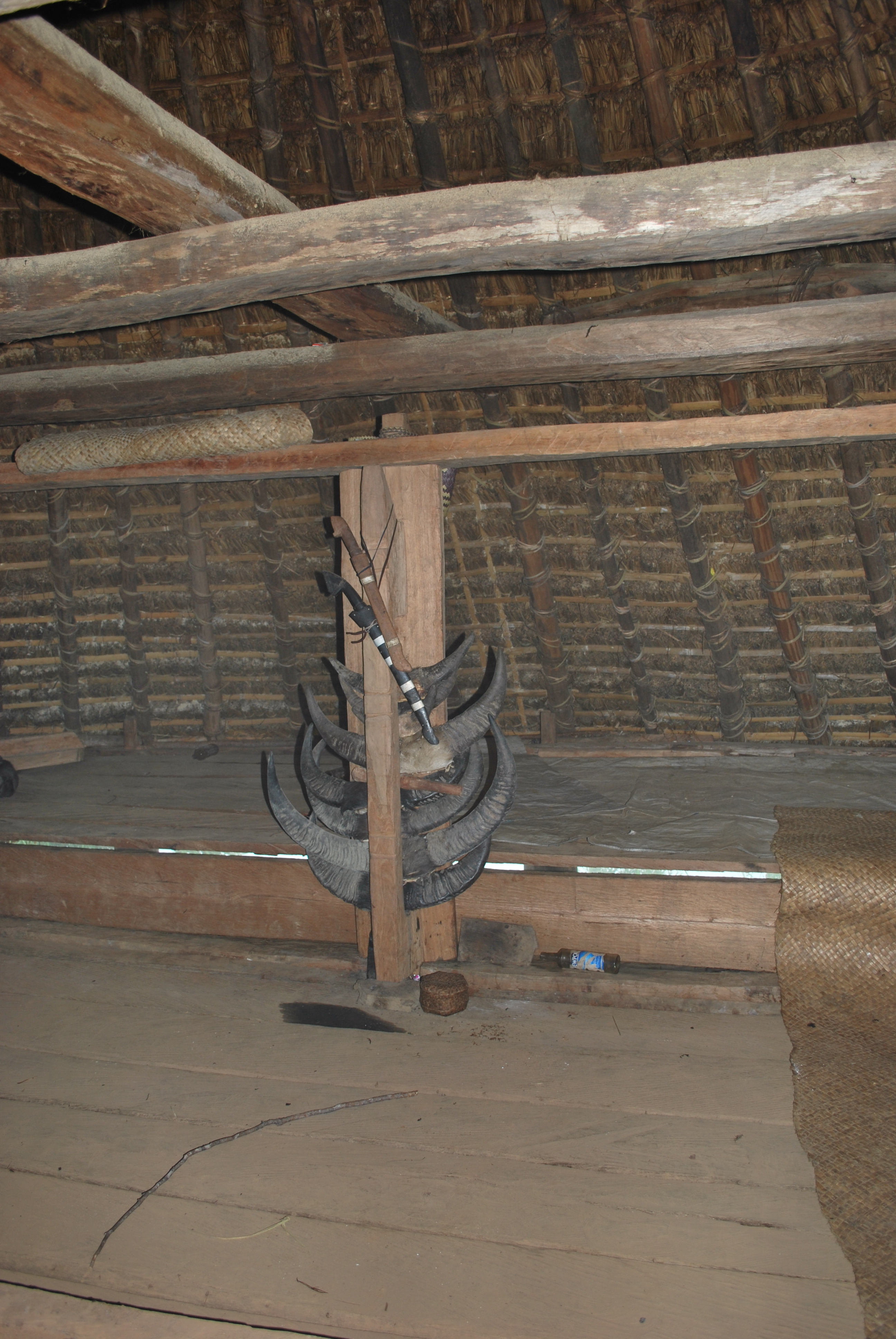
Im Uma Lulik
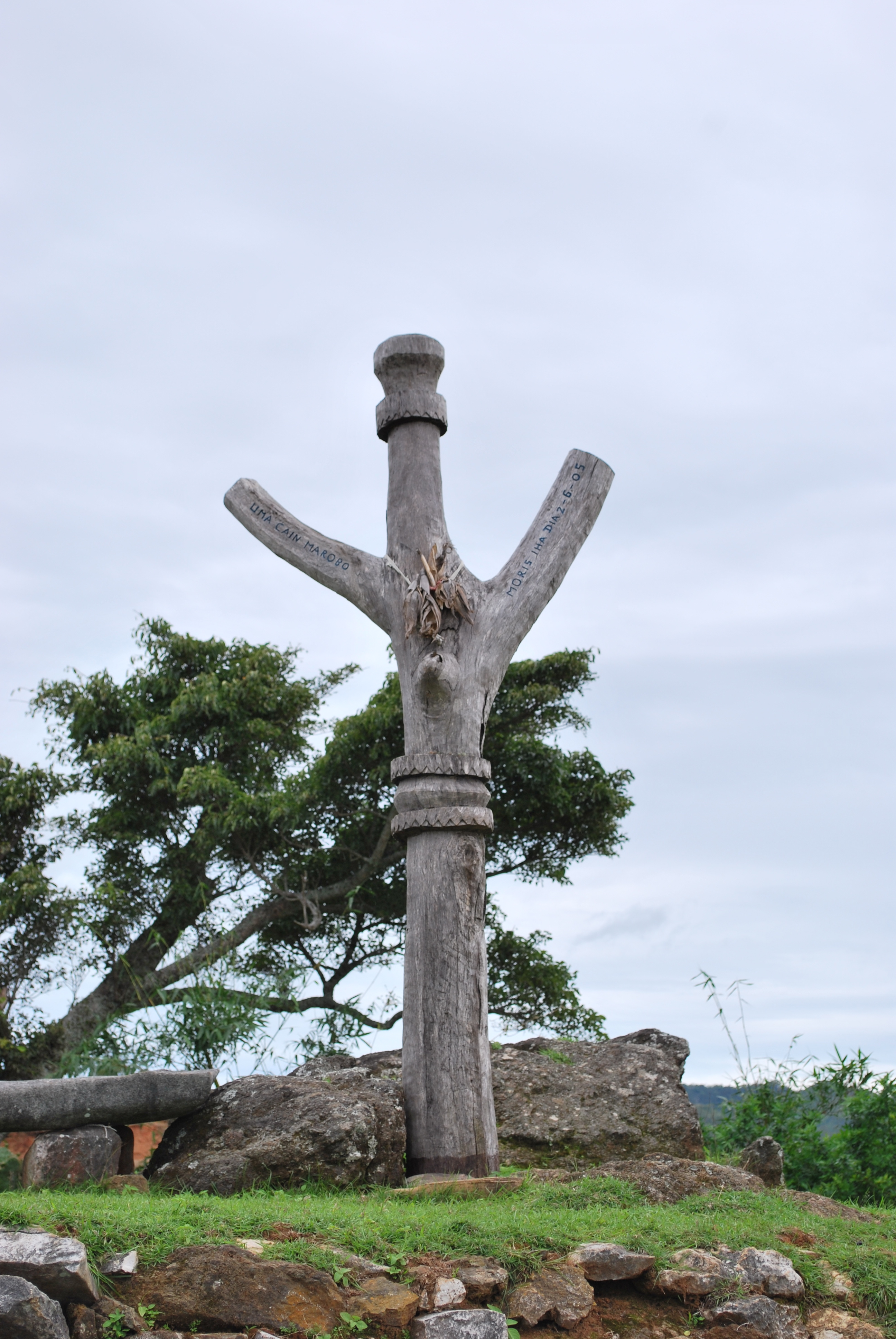
Ein Ai To’os